# Kunsthumaniora Brussel
Kunsthumaniora Brussel biedt kunstsecundair onderwijs voor podiumkunsten in Laken. Naast muziek, woordkunst, dans en mode & creatie in de tweede en derde graad biedt de school een algemene eerste graad, een derde graad podiumtechnieken en zevende jaren woord, musical en muziek als intensieve voorbereiding op ingangsexamens voor het hoger kunstonderwijs.

## Geschiedenis
In 1972 werd de kunsthumaniora van Brussel opgericht samen met die van Antwerpen en Gent. De school fungeerde als onderbouw van het Koninklijk Conservatorium in de Regentschapsstraat. Kamiel D'Hooghe was directeur van beide onderwijsinstellingen, maar H. Rycken werd plaatsvervangend directeur van het secundair onderwijs dat werd ingericht in de Rijksmuziekacademie aan de Kroonlaan 12-14 in Elsene. Op 4 september 1972 start de school als een hogere cyclus Muziek van het Kunstsecundair Onderwijs. Op 1 september 1973 verhuist de kunsthumaniora naar de Kloktorenstraat 22-24 in Etterbeek (met toegang via de Oudergemlaan 124 voor het secretariaat). Vanaf het schooljaar 1977-1978 komt er een derde jaar van het secundair onderwijs bij. 
Vanaf 1 september 1980 valt de Brusselse Kunsthumaniora onder de bevoegdheid onderwijs van de Vlaamse Gemeenschap waardoor ze onafhankelijk werd van het conservatorium dat onder de bevoegdheid kunst bleef. De school verhuist naar de Generaal Capiaumontstraat 73-75 in Etterbeek. F. J. De Hen wordt er enkele maanden directeur en wordt opgevolgd door mevrouw Viviane Jacquet-Roofthooft. Op 1 september 1988 verhuist de school naar de Vorstlaan 382 in Oudergem en wordt herdoopt tot de Kunsthumaniora Muziek-Woord. De nieuwe richting Woord begint met negen leerlingen. Het volgende schooljaar worden er dit 45 waardoor de school op 1 september 1990 verhuist naar de Moutstraat 24 in Brussel. In het najaar van 1993 wordt directrice Jacquet-Roofthooft opgevolgd door André Quinteyn. 
In 2004 verhuist de school naar haar huidige locatie in de Chrysantenstraat 26 te Laken (het eerste officiële adres op deze plaats was Karel Bogaerdstraat 4). In januari 2006 wordt Jurgen Wayenberg directeur. Vanaf 1 september 2006 wordt de klassieke richting muziek uitgebreid met een afdeling jazz. Sinds 2007-2008 is er een volwaardige richting dans en op 1 september 2009 start een eerste leerjaar A, waarin leerlingen uit de eerste graad zich artistiek kunnen ontplooien binnen een degelijke basisopleiding. Naast de algemene en artistieke lestijden specialiseren leerlingen er zich in een zelfgekozen discipline. In hetzelfde jaar start ook een zevende jaar musical, klassieke muziek en jazz/lichte muziek als voorbereiding op de toelatingsproeven van het hoger kunstonderwijs. 
In 2012 krijgen de Liza Minnelli-zaal, de feestzaal en de vergaderzaal een grondige make-over ter voorbereiding van het bezoek van Koningin Paola. Daarna werden ook nog de speelplaats, de dansstudio’s, de keuken, de sportzaal en het internaat aangepakt. In 2013 was de dansafdeling te gast op een internationaal festival in China.
Op 1 februari 2018 gaat Jurgen Wayenberg aan de slag als directeur van de Scholengroep Brussel en wordt vervangen door Serge Algoet. In de aanloop naar de modernisering van het secundair onderwijs werd de Kunsthumaniora de eerste domeinschool voor Kunst en creatie door de integratie van de tso opleidingen Podiumtechnieken (derde graad) en Mode & Creatie (tweede en derde graad).

## Alumni
- Anthony Arandia
- Pieter Bamps
- Sam De Bruyn
- Pepijn Caudron
- Ruud Gielens
- Otto-Jan Ham
- Wouter Hendrickx
- Rebecca Huys
- Joey Kwan
- Raven Ruëll
- Winok Seresia
- Ivan Smeulders
- Gregory Van Damme
- Steven Van Herreweghe
- Geert Van Rampelberg
- Benjamin Van Tourhout